# Thierry Neuville

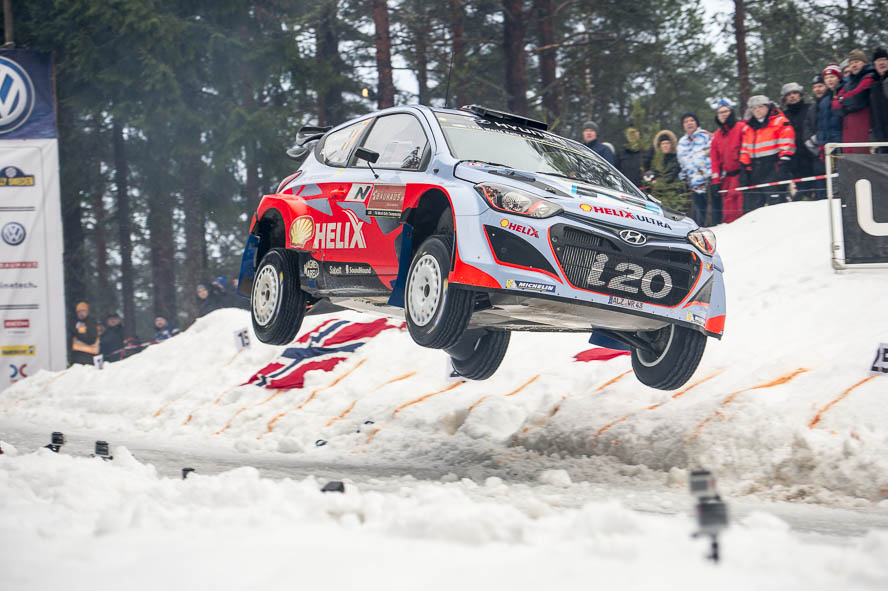
Thierry Neuville im Hyundai i20 WRC bei der Rallye Schweden 2014.

Thierry Neuville (* 16. Juni 1988 in Sankt Vith) ist ein belgischer Rallyefahrer aus Hünningen bei Sankt Vith in der Deutschsprachigen Gemeinschaft Belgiens.

## Karriere
Thierry Neuville fuhr ab 2007 einige nationale Rallyes. 2009 nahm er im Peugeot 207 S2000 des BF Goodrich Drivers Team an der Ypern-Rallye teil. Einige Monate später startete Neuville als Fahrer des RACB National Team im Citroën C2 R2 Max bei der Rallye Katalonien zu seiner ersten Rallye in der Rallye-Weltmeisterschaft, nachdem er schon 2008 zur Rallye Finnland gemeldet, aber dort nicht gestartet war.
2010 hatte das Team Automeca Solutions von Philippe Bugalski beschlossen, Neuville zu unterstützen. Neuville bestritt im Citroën C2 S1600 mit Beifahrer Nicolas Klinger fünf Rallyes in der Rallye-Juniorenweltmeisterschaft. Bei der Rallye Bulgarien 2010 errang er seinen ersten JWRC-Sieg. Er erreichte den siebten Meisterschaftsplatz in der JWRC. Während der Saison schaffte er auch den Aufstieg in die Intercontinental Rally Challenge, in der er parallel zur JWRC fuhr. Im Peugeot 207 S2000 von Kronos Racing nahm er an sechs IRC-Rallyes teil. Nachdem Neuville bei der Rallye Sardinien seine ersten Punkte eingefahren hatte, erzielte er bei der Ypern-Rallye mit Platz drei sein erstes Podiumsergebnis. Allerdings hatte er auch mehrere Ausfälle infolge von Unfällen zu beklagen. Am Saisonende belegte er den neunten Platz in der Gesamtwertung der IRC.
2011 startete Neuville in seine zweite IRC-Saison für Kronos Racing. Am Saisonbeginn holte er sich mit Nicolas Gilsoul einen neuen Beifahrer. Bei der Rally Islas Canarias 2011 fuhr Neuville auf den dritten Platz. Die folgende Tour de Corse 2011 führte er fast durchgehend an und er erzielte seinen ersten Sieg in der IRC. Damit wurde er zum bisher jüngsten Fahrer, der eine IRC-Rallye gewann. Nachdem Neuville die Rallye San Remo gewann, bei der Rallye Schottland Sechster wurde, lag er an dritter Stelle der Meisterschaft. In der Endabrechnung belegte er den fünften Platz mit 115 Punkten, da er beim letzten Lauf in Zypern ausschied.
Im Jahr 2012 kam Neuville zum Citroën-Junior-Team. Seine beste Platzierung war ein vierter Rang in Frankreich. Insgesamt holte er 53 WM-Punkte und wurde WM-Siebter. 2013 fuhr er für das Team Qatar World Rally Team. Zwar gelang ihm kein Sieg, doch er belegte vier Mal Platz 2 und drei Mal Platz 3 neben anderen Punkteplatzierungen, was ihm für den Vize-Weltmeistertitel reichte hinter Sébastien Ogier.

### Hyundai-Werksfahrer seit 2014
Seit dem Jahr 2014 nimmt Thierry Neuville für das wieder eingestiegene Hyundai World Rally Team an der Weltmeisterschaft teil. Hyundai war seit 2003 nicht mehr in der WRC vertreten. Als Hyundai-Werksfahrer siegte Neuville bei der Rallye Deutschland, sein erster Sieg in der obersten Rallye-Klasse. In der Weltmeisterschaft belegte Neuville mit 105 WM-Punkten den sechsten Rang.
Thierry Neuville begann die Rallye-Weltmeisterschaft 2015 mit dem Hyundai i20 WRC des Vorjahres. Bei der Rallye Monte Carlo gelang ihm ein fünfter Rang und bei der Rallye Schweden verpasste er den Sieg nur um 6,4 Sekunden. Ab der Rallye Argentinien wurde der modifizierte i20 WRC eingesetzt.
Neuville fährt seit 2014 bei Hyundai WRT, gewann bis 2024 zwanzig Rallys für die koreanische Automarke und wurde von 2016 bis 2019 vier Mal Vizeweltmeister. Im Jahr 2020 gelang Neuville sein größter Sieg. Er gewann die Rallye Monte Carlo, in der Rallye-Weltmeisterschaft 2024 gelang ihm dies ein zweites Mal. Im selbigen Jahr wurde der Belgier erstmals Weltmeister. Damit gelang Neuville als erstem Belgier sowie als erstem Hyundai-Piloten ein WM-Titel.

### Weltmeister 2024
Thierry Neuville und sein Beifahrer Martijn Wydaeghe feierten 2024 ihren ersten Weltmeistertitel mit dem Team von Hyundai. Zuvor war Neuville fünf Mal Vize-Weltmeister geworden in der Rallye-Weltmeisterschaft.

### Andere Serien
Im Jahr 2019 nahm Neuville als Gaststarter an einem Rennwochenende der TCR Germany auf dem Nürburgring teil. Beim ersten Lauf startete er aus der Pole-Position und siegte. Den Zweiten Lauf beendete er auf dem vierten Rang.

### Privat
Thierry Neuville lebt mit seiner Lebensgefährtin und den gemeinsamen Kindern (eine Tochter und ein Sohn) in Monaco. Er spricht Französisch, Deutsch und Englisch. Neuvilles jüngerer Bruder Yannick Neuville (* 1991) ist ebenfalls Rallyefahrer.

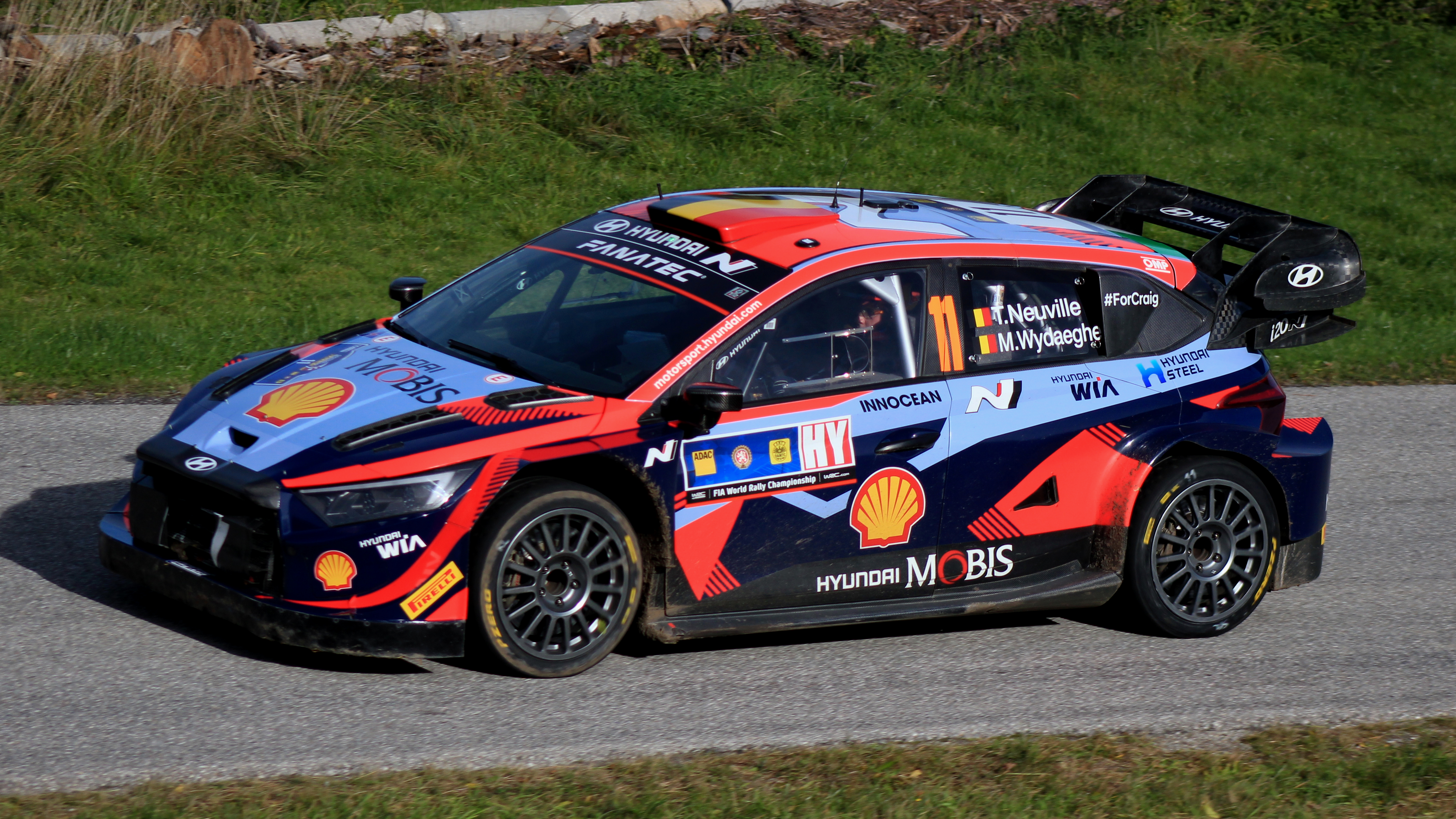
Thierry Neuville im Hyundai i20 N Rally1 bei der Rallye Zentraleuropa 2023.

## Statistik

### WRC-Siege
| #  | Rallye                 | Saison | Co-Pilot         | Auto                 |
| -- | ---------------------- | ------ | ---------------- | -------------------- |
| 1  | Rallye Deutschland     | 2014   | Nicolas Gilsoul  | Hyundai i20 WRC      |
| 2  | Rallye Sardinien       | 2016   | Nicolas Gilsoul  | Hyundai i20 WRC      |
| 3  | Rallye Korsika         | 2017   | Nicolas Gilsoul  | Hyundai i20 WRC      |
| 4  | Rallye Argentinien     | 2017   | Nicolas Gilsoul  | Hyundai i20 WRC      |
| 5  | Rallye Polen           | 2017   | Nicolas Gilsoul  | Hyundai i20 WRC      |
| 6  | Rallye Australien      | 2017   | Nicolas Gilsoul  | Hyundai i20 WRC      |
| 7  | Rallye Schweden        | 2018   | Nicolas Gilsoul  | Hyundai i20 WRC      |
| 8  | Rallye Portugal        | 2018   | Nicolas Gilsoul  | Hyundai i20 WRC      |
| 9  | Rallye Italien         | 2018   | Nicolas Gilsoul  | Hyundai i20 WRC      |
| 10 | Rallye Korsika         | 2019   | Nicolas Gilsoul  | Hyundai i20 WRC      |
| 11 | Rallye Argentinien     | 2019   | Nicolas Gilsoul  | Hyundai i20 WRC      |
| 12 | Rallye Katalonien      | 2019   | Nicolas Gilsoul  | Hyundai i20 WRC      |
| 13 | Rallye Monte Carlo     | 2020   | Nicolas Gilsoul  | Hyundai i20 WRC      |
| 14 | Rallye Belgien (Ypern) | 2021   | Martijn Wydaeghe | Hyundai i20 WRC      |
| 15 | Rallye Spanien         | 2021   | Martijn Wydaeghe | Hyundai i20 WRC      |
| 16 | Rallye Griechenland    | 2022   | Martijn Wydaeghe | Hyundai i20 N Rally1 |
| 17 | Rallye Japan           | 2022   | Martijn Wydaeghe | Hyundai i20 N Rally1 |
| 18 | Rallye Sardinien       | 2023   | Martijn Wydaeghe | Hyundai i20 N Rally1 |
| 19 | Rallye Zentraleuropa   | 2023   | Martijn Wydaeghe | Hyundai i20 N Rally1 |
| 20 | Rallye Monte Carlo     | 2024   | Martijn Wydaeghe | Hyundai i20 N Rally1 |
| 21 | Rallye Griechenland    | 2024   | Martijn Wydaeghe | Hyundai i20 N Rally1 |

### WRC-Einzelergebnisse
| Jahr | Team                     | Fahrzeug              | 1   | 2   | 3   | 4   | 5   | 6   | 7   | 8   | 9   | 10  | 11  | 12  | 13  | 14  | Punkte | Rang |
| ---- | ------------------------ | --------------------- | --- | --- | --- | --- | --- | --- | --- | --- | --- | --- | --- | --- | --- | --- | ------ | ---- |
| 2012 | Citroën Junior WRT       | Citroën DS3 WRC       | MON | SWE | MEX | POR | ARG | GRE | NZL | FIN | DEU | GBR | FRA | ITA | ESP |     | 53     | 7.   |
| 2012 | Citroën Junior WRT       | Citroën DS3 WRC       | DNF | 12  | 13  | 8   | 5   | 6   | 5   | 16  | 12  | 7   | 4   | 12  | 12  |     | 53     | 7.   |
| 2013 | Qatar World Rallye Team  | Ford Fiesta RS WRC    | MON | SWE | MEX | POR | ARG | GRE | ITA | FIN | DEU | AUS | FRA | ESP | GBR |     | 176    | 2.   |
| 2013 | Qatar World Rallye Team  | Ford Fiesta RS WRC    | DNF | 5   | 3   | 17  | 5   | 3   | 2   | 2   | 2   | 2   | 4   | 4   | 3   |     | 176    | 2.   |
| 2014 | Hyundai World Rally Team | Hyundai i20 WRC       | MON | SWE | MEX | POR | ARG | ITA | POL | FIN | DEU | AUS | FRA | ESP | GBR |     | 105    | 6.   |
| 2014 | Hyundai World Rally Team | Hyundai i20 WRC       | DNF | 28  | 3   | 7   | 5   | 16  | 3   | DNF | 1   | 7   | 8   | 6   | 4   |     | 105    | 6.   |
| 2015 | Hyundai World Rally Team | Hyundai i20 WRC       | MON | SWE | MEX | ARG | POR | ITA | POL | FIN | DEU | AUS | FRA | ESP | GBR |     | 90     | 6.   |
| 2015 | Hyundai World Rally Team | Hyundai i20 WRC       | 5   | 2   | 6   | DNF | 39  | 3   | 6   | 4   | 5   | 7   | 23  | 7   | DNF |     | 90     | 6.   |
| 2016 | Hyundai World Rally Team | Hyundai i20 WRC       | MON | SWE | MEX | ARG | POR | ITA | POL | FIN | DEU | CHN | FRA | ESP | GBR | AUS | 160    | 2.   |
| 2016 | Hyundai World Rally Team | Hyundai i20 WRC       | 3   | 14  | DNF | 6   | 29  | 1   | 4   | 4   | 3   | C   | 2   | 3   | 3   | 3   | 160    | 2.   |
| 2017 | Hyundai World Rally Team | Hyundai i20 WRC       | MON | SWE | MEX | FRA | ARG | POR | ITA | POL | FIN | DEU | ESP | GBR | AUS |     | 208    | 2.   |
| 2017 | Hyundai World Rally Team | Hyundai i20 WRC       | 15  | 13  | 3   | 1   | 1   | 2   | 3   | 1   | 6   | 44  | DNF | 2   | 1   |     | 208    | 2.   |
| 2018 | Hyundai World Rally Team | Hyundai i20 WRC       | MON | SWE | MEX | FRA | ARG | POR | ITA | FIN | DEU | TUR | GBR | ESP | AUS |     | 201    | 2.   |
| 2018 | Hyundai World Rally Team | Hyundai i20 WRC       | 5   | 1   | 6   | 3   | 2   | 1   | 1   | 9   | 2   | 16  | 5   | 4   | DNF |     | 201    | 2.   |
| 2019 | Hyundai World Rally Team | Hyundai i20 WRC       | MON | SWE | MEX | FRA | ARG | CHL | POR | ITA | FIN | DEU | TUR | GBR | ESP | AUS | 227    | 2.   |
| 2019 | Hyundai World Rally Team | Hyundai i20 WRC       | 2   | 3   | 4   | 1   | 1   | DNF | 2   | 6   | 6   | 4   | 8   | 2   | 1   | C   | 227    | 2.   |
| 2020 | Hyundai World Rally Team | Hyundai i20 Coupe WRC | MON | SWE | MEX | EST | TUR | ITA | ITA |     |     |     |     |     |     |     | 87     | 4.   |
| 2020 | Hyundai World Rally Team | Hyundai i20 Coupe WRC | 1   | 6   | 16  | DNF | 2   | 2   | DNF |     |     |     |     |     |     |     | 87     | 4.   |
| 2021 | Hyundai World Rally Team | Hyundai i20 Coupe WRC | MON | ARC | KRO | POR | ITA | KEN | EST | BEL | GRE | FIN | ESP | ITA |     |     | 176    | 3.   |
| 2021 | Hyundai World Rally Team | Hyundai i20 Coupe WRC | 3   | 3   | 3   | 36  | 3   | DNF | 3   | 1   | 6   | DNF | 1   | 4   |     |     | 176    | 3.   |
| 2022 | Hyundai World Rally Team | Hyundai i20 N Rally1  | MON | SWE | KRO | POR | ITA | KEN | EST | FIN | BEL | GRE | NZL | ESP | JPN |     | 193    | 3.   |
| 2022 | Hyundai World Rally Team | Hyundai i20 N Rally1  | 6   | 2   | 3   | 5   | 41  | 5   | 2   | 5   | 20  | 1   | 4   | 2   | 1   |     | 193    | 3.   |
| 2023 | Hyundai World Rally Team | Hyundai i20 N Rally1  | MON | SWE | MEX | KRO | POR | ITA | KEN | EST | FIN | GRE | CHI | EUR | JPN |     | 189    | 3.   |
| 2023 | Hyundai World Rally Team | Hyundai i20 N Rally1  | 3   | 3   | 2   | 33  | 5   | 1   | DSQ | 2   | 2   | 20  | 2   | 1   | 13  |     | 189    | 3.   |
| 2024 | Hyundai World Rally Team | Hyundai i20 N Rally1  | MON | SWE | KEN | KRO | POR | ITA | POL | LVA | FIN | GRE | CHI | EUR | JPN |     | 242    | 1.   |
| 2024 | Hyundai World Rally Team | Hyundai i20 N Rally1  | 1   | 4   | 5   | 3   | 3   | 41  | 4   | 8   | 2   | 1   | 4   | 3   | 6   |     | 242    | 1.   |
| 2025 | Hyundai World Rally Team | Hyundai i20 N Rally1  | MON | SWE | KEN | ESP | POR | ITA | GRE | EST | FIN | PAR | CHI | EUR | JPN | SAU | 114    | 5.   |
| 2025 | Hyundai World Rally Team | Hyundai i20 N Rally1  | 6   | 3   | 3   | 7   | 4   | 19  | 5   | 3   |     |     |     |     |     |     | 114    | 5.   |

| Legende  | Legende            | Legende                                                          |
| Farbe    | Abkürzung          | Bedeutung                                                        |
| -------- | ------------------ | ---------------------------------------------------------------- |
| Gold     | –                  | Sieg                                                             |
| Silber   | –                  | 2. Platz                                                         |
| Bronze   | –                  | 3. Platz                                                         |
| Grün     | –                  | Platzierung in den Punkten                                       |
| Blau     | –                  | Klassifiziert außerhalb der Punkteränge                          |
| Violett  | DNF                | Rennen nicht beendet (did not finish)                            |
| Violett  | NC                 | nicht klassifiziert (not classified)                             |
| Rot      | DNQ                | nicht qualifiziert (did not qualify)                             |
| Rot      | DNPQ               | in Vorqualifikation gescheitert (did not pre-qualify)            |
| Schwarz  | DSQ                | disqualifiziert (disqualified)                                   |
| Weiß     | DNS                | nicht am Start (did not start)                                   |
| Weiß     | WD                 | zurückgezogen (withdrawn)                                        |
| Hellblau | PO                 | nur am Training teilgenommen (practiced only)                    |
| Hellblau | TD                 | Freitags-Testfahrer (test driver)                                |
| ohne     | DNP                | nicht am Training teilgenommen (did not practice)                |
| ohne     | INJ                | verletzt oder krank (injured)                                    |
| ohne     | EX                 | ausgeschlossen (excluded)                                        |
| ohne     | DNA                | nicht erschienen (did not arrive)                                |
| ohne     | C                  | Rennen abgesagt (cancelled)                                      |
| ohne     | keine WM-Teilnahme |                                                                  |
| sonstige | P/fett             | Pole-Position                                                    |
| sonstige | 1/2/3/4/5/6/7/8    | Punktplatzierung im Sprint-/Qualifikationsrennen                 |
| sonstige | SR/kursiv          | Schnellste Rennrunde                                             |
| sonstige | *                  | nicht im Ziel, aufgrund der zurückgelegten Distanz aber gewertet |
| sonstige | ()                 | Streichresultate                                                 |
| sonstige | unterstrichen      | Führender in der Gesamtwertung                                   |